# Parafia Chrystusa Króla w Opolu-Metalchemie
Parafia Chrystusa Króla – rzymskokatolicka parafia z siedzibą przy ulicy Irydowej 23 w Opolu-Metalchemie. Parafia należy do dekanatu Opole w diecezji opolskiej. 

## Historia parafii
Parafia została erygowana 26 lipca 2009 roku z parafii św. Katarzyny Aleksandryjskiej w Opolu-Groszowicach. Kościół parafialny został wybudowany w latach 2001–2009, według projektu architektonicznego Beaty i Adama Szczegielniaków. Konsekracji świątyni dokonał ks. abp Alfons Nossol. 
Proboszczem parafii jest ks. Jarosław Staniszewski. Wierni należą do następujących wspólnot parafialnych: Ministranci, Centrum Apostolatu „Margaretka”, Wspólnota Matek Modlących się, Wspólnota Apostołów Miłosierdzia i Wspólnota Róż Różańcowych. Mają także do dyspozycji kościół filialny pw. Matki Bożej Królowej Polski.

## Zasięg parafii
Do parafii należy 3255 wiernych z Opola-Metalchemie, mieszkający przy ulicach: Amarantowej, Górniczej, Gwarków, Hutniczej, Irydowej, Metalowej, Miedzianej, Niklowej, Odrzańskiej, 
Oświęcimskiej (numery parzyste od 84 i nieparzyste od 101), Platynowej, Srebrnej, Stalowej, Złotej, Żelaznej i Tytanowej. 
- Publiczne Przedszkole w Opolu-Metalchemie.

## Proboszczowie
- ks. Marcin Jakubczyk,
- ks. Janusz Iwańczuk[4].
- ks. Jarosław Staniszewski